# 庫德利文不規則凹地
庫德利文不規則凹地是在冥王星表面的一個小凹陷地理特徵，它位於諾蓋山脈的西南，毗鄰魔苟斯斑。它是新視野號在2015年發現的，以因紐特人死亡之地的衛星命名。
這個名稱在拼寫上是錯誤的因紐特語，qudlivun "（那些）關於我們"，在地底下的靈魂，純淨之後要去哪裡，adlivun在我們的腳下。

## 註解
1. ↑  Quidlivun，英文發音接近 /kwɪdˈlɪvən/
2. ↑  例如，波阿斯（Boaz）引用在人類學通訊（1995: vol. 36, p. 46）
3. ↑  Franz Boaz (1888) "The central Eskimo", in Annual Report of the Bureau of Ethnology. Smithsonian Institution, Washington.